# Chapmania (platelminto)
Chapmania é um género monotipo de platelmintos pertencentes à família Davaineidae. A única espécie é Chapmania tauricollis.